# Ian Goodison
Ian Goodison (Montego Bay, 1972. november 21. –) jamaicai válogatott labdarúgó.
A jamaicai válogatott tagjaként részt vett az 1998-as, a 2000-es, a 2009-es és a 2011-es CONCACAF-aranykupán, illetve az 1998-as világbajnokságon.